# Bitterlav
Bitterlav (Pertusaria amara) är en lav som först beskrevs av Erik Acharius och fick sitt nu gällande namn av William Nylander. 
Bitterlav ingår i släktet Pertusaria och familjen Pertusariaceae.  Arten är reproducerande i Sverige. Inga underarter finns listade i Catalogue of Life.

## Källor

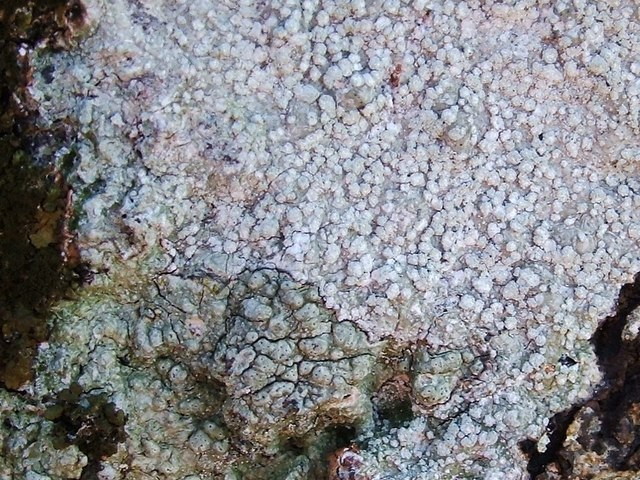
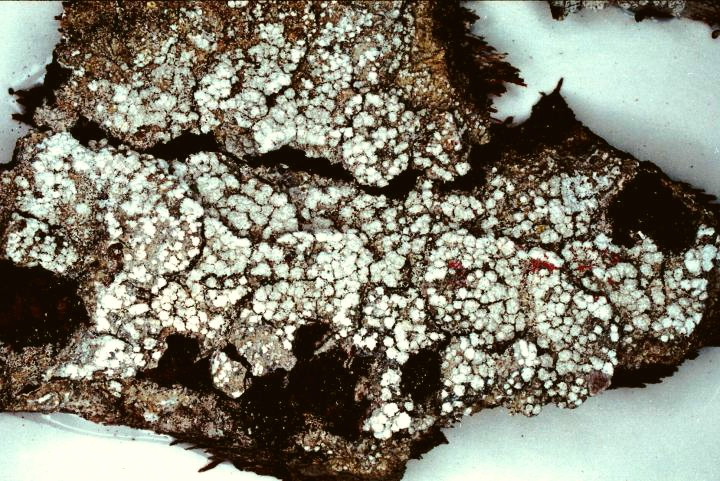
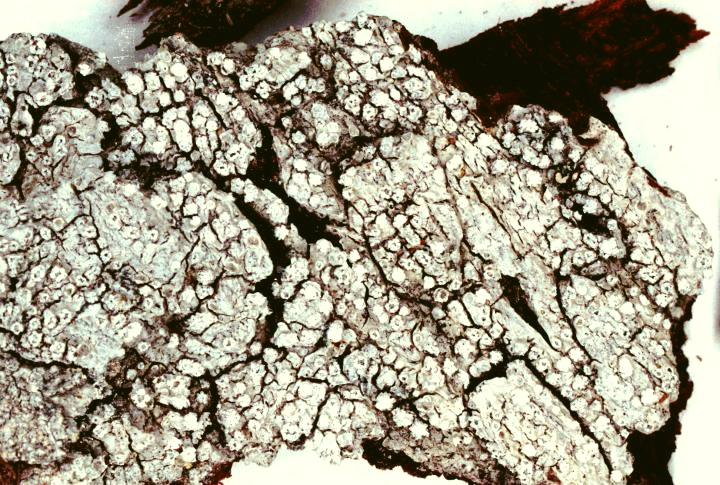
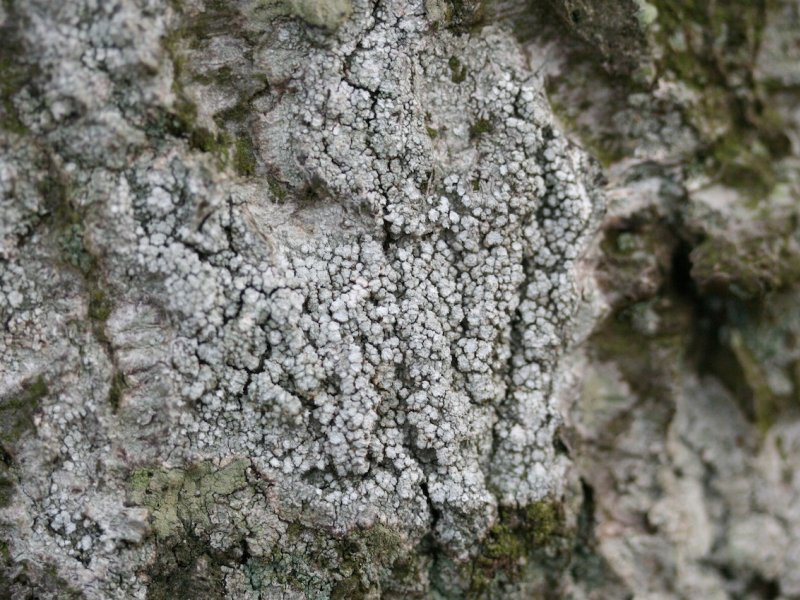
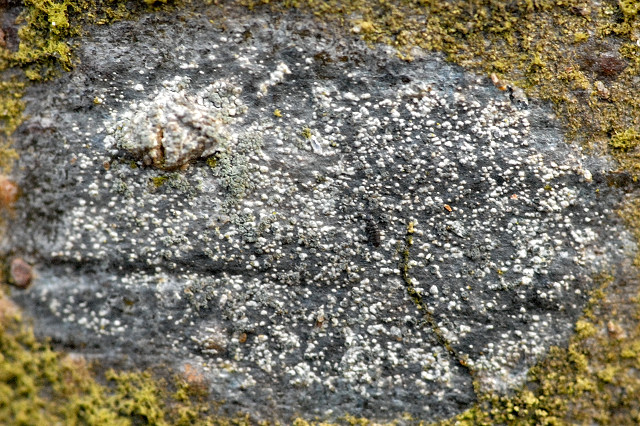
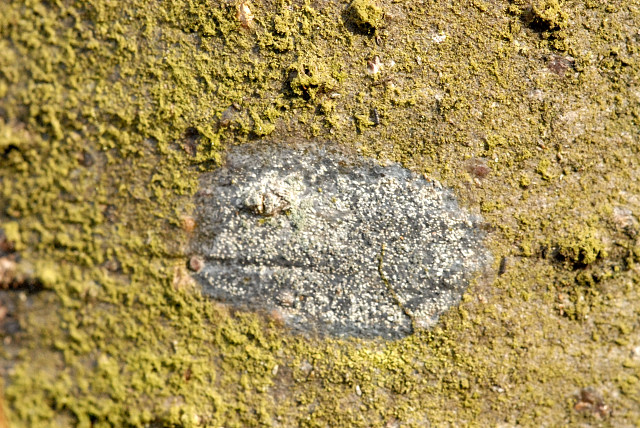